# P. Smit Jr.
Onder de naam P. Smit Jr was van 1872 tot 1987 een scheepswerf en machinefabriek actief, aanvankelijk gevestigd in Slikkerveer, later in Rotterdam.

## Bedrijf
Pieter Smit (1848-1913) groeide op in een familie van scheepsbouwers te Slikkerveer. Op 20-jarige leeftijd maakte hij een reis naar de Verenigde Staten om daar de scheepsbouw te bestuderen. Na zijn terugkeer was hij eerst werkzaam op de werf van zijn voogd en oom Jan Smit Fzn, om vervolgens begin 1872 de werf van zijn oom Joost Pot in Slikkerveer over te nemen. Naast de werf die ingericht werd op de bouw van ijzeren schepen startte Smit ook met ijzerbewerking (ijzeren masten, ra's en waterketels) en een machinefabriek (voor de eigen scheepsketels en stoommachines). In 1890 werd het bedrijf omgezet in een vennootschap, de NV Scheepsbouw en Machinefabriek De Industrie (met een maatschappelijk kapitaal van f 220.000). Omdat ter plaatse geen uitbreidingsmogelijkheden waren werd in 1893 het bedrijf overgeplaatst naar Rotterdam. Architect J van Schaik was verantwoordelijk voor het ontwerp van het complex (ketelmakerij, gieterij, kantoorgebouw, woonhuis plus twee blokken woningen) op de linkeroever van de Nieuwe Maas, gemeente IJsselmonde (stadsdeel) Daar vonden al snel uitbreidingen plaats, in 1898 bijvoorbeeld een eigen haven. De werf te Slikkerveer werd verkocht aan Gusto. Op 4 april 1906 werd het bedrijf ondergebracht in een nieuw opgerichte vennootschap: de NV Machinefabriek en Scheepswerf van P. Smit Jr. De naamgever was toen niet meer aan het bedrijf verbonden, de vennootschap stond onder leiding van Jan Marius Lambertus van Ouwerkerk, een oud-medewerker van het bedrijf en eigenaar van een eigen machinefabriek aan de Roentgenstraat te Rotterdam. 
In 1912 verkocht Pieter Smit zijn aandelen in de vennootschap aan een consortium onder leiding van de Rotterdamse zakenman D.G. van Beuningen. Deze verkocht ze in 1938 weer aan de Rotterdamse Droogdok Maatschappij (RDM) en de NV Dok en Werf Maatschappij Wilton-Fijenoord. In beide gevallen bleef P. Smit Jr. gewoon onder eigen naam voortbestaan. De onderneming omvatte rond 1920 een ijzer-, staal- en metaalgieterij inclusief eigen modelmakerij, scheepsbouwloods, langshellingen, smederij en machinebouw- en ketelbouwwerkplaats. Er waren in de jaren twintig 1200 tot 1600 werklieden werkzaam.
In 1937 en 1938 kon het bedrijf het werfterrein aanzienlijk uitbreiden met de aankoop van het grootste deel van het aangrenzende terrein van Burgerhout's Machinefabriek en Scheepswerf NV, die hier in 1910 was gevestigd, maar sinds 1932 vanwege de recessie was gesloten en later liquideerde. Eind 1938 verwierf P. Smit een meerderheidsaandeel in de firma Waalhaven (bedrijf) te Rotterdam. Vervolgens werden in het laatste bedrijf - dat zelfstandig bleef bestaan -de reparatie-activiteiten geconcentreerd.

## Schepen en andere producten

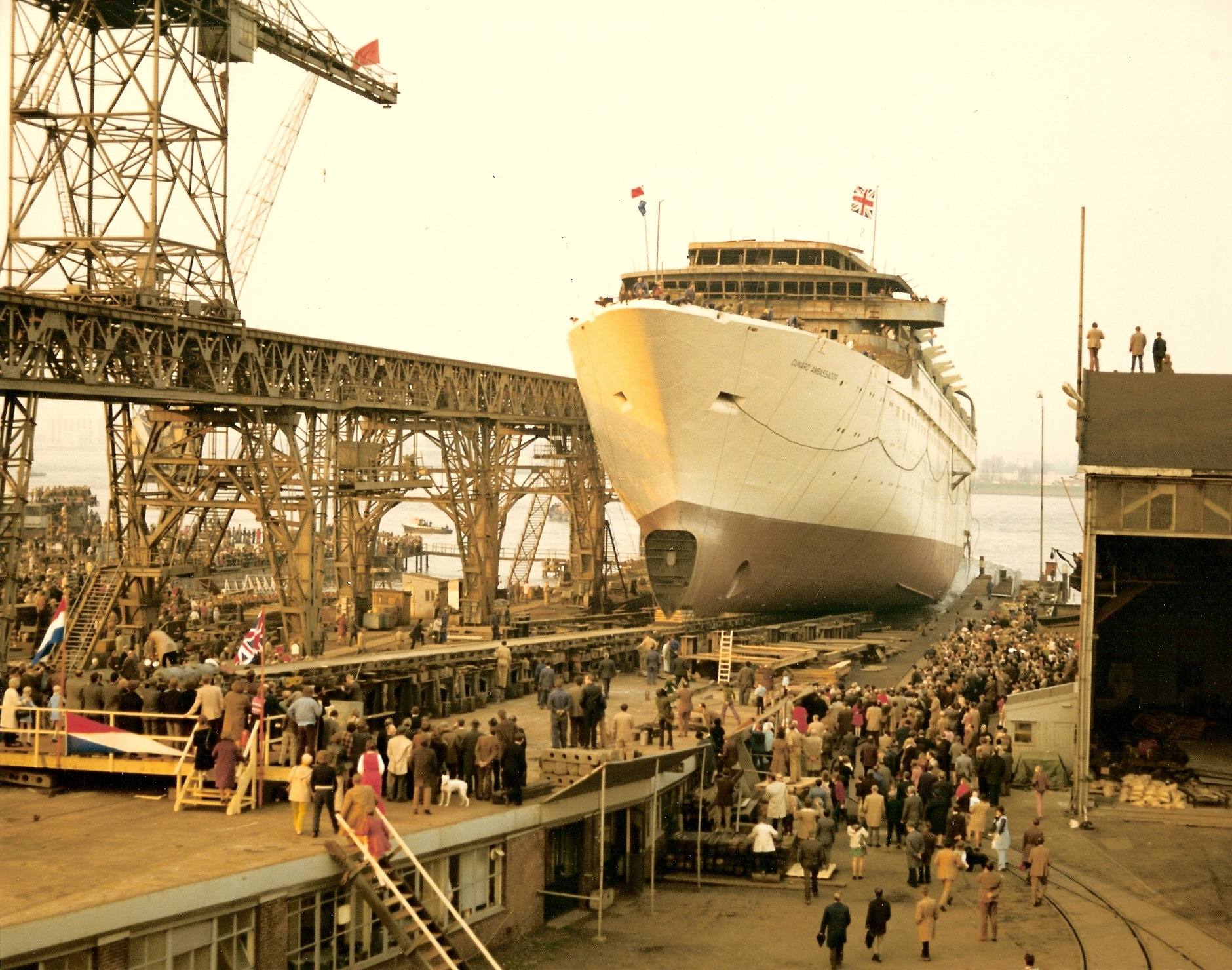
Stapelloop van de Cunard Ambassador in 1972.

Pieter Smit was een van de eerste scheepsbouwers in Nederland die zich specialiseerde in de bouw van ijzeren sleepboten met compound stoommachine. In 1873 begon hij met de bouw van ijzeren loodsschoeners, in 1881 met de bouw van ijzeren zeegaande stoomschepen. Na de verplaatsing naar Rotterdam bouwde men sleep-, passagiers- en vrachtschepen en het eerste schip voor buitenlandse rekening. Tijdens de recessie in de jaren dertig wist men met de bouw en reparatie schepen voor de binnenvaart te overleven. Daarnaast waren drijvende bokken een van de specialiteiten: De Adelaar (1912 voor W A van der Tak) en een opvolger in 1931, Meeuw, met toepassing van elektrisch lassen. Verder behoorden kolentransporteurs, elevators en kraanbruggen tot het leveringsprogramma. Ook was een uitgebreide scheepsreparatie-afdeling aan het bedrijf verbonden.
Tot de bekendste schepen die P. Smit Jr. heeft gebouwd behoren de ijsbreker Jääkarhu ('Ijsbeer', 1925 i.o.v. Finse regering) en de passagiersschepen Colombia (1930), Noordam (1938), Klipfontein en Oranjefontein (1939-1940), Prins der Nederlanden (1957) en Cunard Ambassador (1972). Een bijzondere uitvoering betrof het eerste Nederlandse bergingsvaartuig voor het lichten van onderzeeërs, in 1911. 
Na herstel van de ernstige oorlogsschade kon vanaf 1946 weer de scheepsbouw ter hand genomen worden. In de volgende periode van hoogconjunctuur werd de bouw van binnenvaartschepen gestaakt ten gunste van oceaanschepen voor diverse Nederlandse rederijen. In de jaren zestig ging men noodgedwongen over op meer specialistische nieuwbouw: zuigers en veerboten.

## Einde
Nadat in 1966 de RDM een fusie was aangegaan met de NV Koninklijke Maatschappij De Schelde (KMS) tot Rijn-Schelde Machinefabrieken en Scheepswerven NV (RSMS) en dit nieuwe bedrijf in datzelfde jaar besloot tot nauwe samenwerking met NV Dok en Werf Maatschappij Wilton-Fijenoord, was ook P. Smit Jr. onderdeel van deze Rijn-Schelde Combinatie) geworden en ging het op 1 januari 1971 automatisch mee in de fusie met Verolme Verenigde Scheepswerven NV (VVSW) tot Rijn-Schelde-Verolme Machinefabrieken en Scheepswerven NV (RSV). Er werkten toen ruim 1200 mensen.
Alhoewel P. Smit Jr. in de jaren na de RSV-fusie steeds de dans ontsprong om als een van de kleinere werven in het concern te worden afgestoten, werd het werk op de werf steeds minder. De nieuwbouw verdween helemaal, terwijl de reparatie sterk terugliep. Eind 1979 werd een groot deel van het resterende personeel ontslagen. P. Smit Jr. ging in afgeslankte vorm verder, maar in 1983 - toen er nog 120 personen werkten - moest surseance van betaling worden aangevraagd. Dit duurde anderhalf jaar. In 1985 werd het bedrijf gekocht door het containerreparatiebedrijf MNO Vervat. Ook dit hielp niet. Op 22 september 1987 werd het bedrijf failliet verklaard. Een klein deel van de activiteiten vond voortzetting in Bos Smits-Repair (1989 25 werknemers)